# Gringalet (film, 1946)
Pour plus de détails, voir Fiche technique et Distribution.
Gringalet est un film français réalisé par André Berthomieu, sorti en 1946.

## Synopsis
Lucien Bavaud, un industriel veuf a deux fils, l'un connu de tous, fils de son épouse décédée et un second, secret. Le premier, Philippe est un fêtard paresseux et le second, Francis surnommé Gringalet est un jeune peintre affectueux, sérieux et talentueux. Après tant d'années de mensonges, Lucien décide dire la vérité à tous.
La famille officielle, Philippe, sa grand-mère ainsi que les parents de Josette, sa promise, accueillent froidement Gringalet.
Mais peu à peu, tous cèdent au charme de Francis, mais ce dernier tombe secrètement amoureux de Josette.

## Fiche technique
- Titre : Gringalet
- Réalisation : André Berthomieu
- Assistant-réalisateur : Raymond Bailly
- Scénario : André Berthomieu et Paul Vandenberghe, d'après pièce homonyme en quatre actes de ce dernier, Editions Musy, Paris, 1945, 195 pages.
- Dialogues : Paul Vandenberghe
- Directeur de la photographie : Fred Langenfeld
- Cameraman : Marcel Franchi
- Effets spéciaux : Paul Raibaud
- Son : Jacques Lebreton
- Décors : Paul-Louis Boutié, assisté de : Olivier
- Montage : Louisette Hautecoeur
- Musique : René Cloërec
- Production : Société Nouvelle Pathé Cinéma
- Producteur : Adrien Rémaugé
- Directeur de production : Jean Erard
- Société de distribution :Pathé Consortium Cinéma
- Tournage : du 2 avril au 22 mai 1946
- Pays de production :  France
- Durée : 105 minutes
- Genre : Comédie
- Visa de censure : N°3883 (Tous publics)
- Date de sortie : 
  - France : 28 août 1946
- Affiches : Henri Cerutti, Boris Grinsson (France)

## Distribution
- Paul Vandenberghe : Francis Ravaut dit Gringalet
- Charles Vanel : Lucien Ravaut
- Suzy Carrier : Josette Blanchard
- Jimmy Gaillard : Philippe Ravaut
- Christiane Sertilange : Minouche
- Marguerite Deval : Madame Bachelet
- Jacques Louvigny Monsieur Blanchard
- André Bervil
- Paul Faivre : Emile Moret
- Cécile Didier
- Marcelle Hainia : Madame Blanchard
- Marcelle Rexiane
- Charles Vissières : Emile le domestique
- Fernand Rauzéna
- Henry Prestat
- Al Romans
- Georges Paulais
- Charles Bouillaud
- René Hell

## Autour du film
- Le film de Berthomieu a fait l'objet d'un remake en argentine en 1959. Egalement intitulé « Gringalet », il est réalisé par Rubén W. Cavalloti